# آرایه-ا-وان
آرایه-ا-وان (به فرانسوی: Arraye-et-Han) یک کمون در فرانسه است که در canton of Nomeny واقع شده‌است. آرایه-ا-وان ۱۰٫۳۴ کیلومتر مربع مساحت دارد ۱۹۱ متر بالاتر از سطح دریا واقع شده‌است.